# Uchtdorf
Uchtdorf là một municipality in the Stendal district in Sachsen-Anhalt, Đức. Đô thị Uchtdorf có diện tích 15,35 km², dân số thời điểm ngày 31 tháng 12 năm 2006 là 285 người.